# モノトーンミュージアムRPG
モノトーンミュージアムRPGは、2011年8月にエンターブレインから出版されたダークファンタジー風味のテーブルトークRPG。著者はすがのたすく。ゲームの基幹システムにはスタンダードRPGシステム（以下、SRS）を使用している。

## 概要
ゲームの舞台となるのは童話的なメルヘン色（絵本の世界観）が強い架空のファンタジー世界。（絵本は左頁に絵があり、右頁に文字がある。）「物語」が全てを支配するこの世界では、力ある物語「御標（みしるべ）」が神によって語られ、人々が御標に従うことで生きている。御標は本来は人に幸福をもたらす物語なのだが、異形と呼ばれる魔人たちはこの御標を欲望のままに悲劇へと改変することが可能である。プレイヤーキャラクターたちはこの異形を倒し、歪められた御標を正すことを目的とする。
御標が歪められたとき、世界の理そのものも歪曲する。それは本当は美しかったものを、限りなく醜悪なものへと改変させてしまう災厄である。ゲームにおいてPCたちは、絵本のような優しく美しい世界に断片的に現れた、残酷で陰鬱な何かと相対することになる。本作はこれを持って「アイロニックメルヘンRPG」という独自のジャンルを打ち出している。

### 発売までの経緯
本作の原型は、デザイナーであるすがのたすくが10代の頃に友人たちとともに落書きをしながら作り出していた物語である。歌いたいが声を奪われた其達、異形の作曲家と不死者の少女が織り成す旅の物語は、ポツリポツリと静かに淡々と語られる色のない世界の物語という意味で『モノトーンミュージアム』と名づけられた。
学生時代の思い出としてしまわれていたこの物語は、2007年1月にて再び日の目を見ることになる。きっかけとなったのは『ゲーマーズ・フィールド』の新連載記事「すがのたすくのSRSに挑戦」である。この連載企画はスタンダードRPGシステムの宣伝の一環として始められたもので、ゲームデザインの経験が全くなかったイラストレーターのすがのに、SRSを使ったオリジナルのゲームをつくらせようというものであった。この時にすがのは『モノトーンミュージアム』のゲーム化のアイデアを打ち出したのである。
この連載を通して、紆余曲折のうちに完成したのが『モノトーンミュージアムSRS』である。この作品はウェブサイトで無料公開され、『ゲーマーズフィールド』でもサポート記事が連載されていた。
その後、『すがのたすくのSRSに挑戦』の新展開として、この作品を有償の商品として売り込むという企画が新たに持ち上がる。そしてすがの自らが複数の出版社に対してプレゼンテーションを行い、最終的にエンターブレインから『モノトーンミュージアムRPG』として本作が発売されることとなった。
製品版はウェブ公開版から大規模なブラッシュアップが施されており、ウェブ公開版とは似て非なるものである。ゲームの主要なテーマである御標がウェブ公開版には存在していないなど、根幹の部分での違いも多数ある。

## システム
基幹システムにはSRSが採用されており、キャラクターの作成方法や行為判定はこれに準ずる。
他のSRS作品との間との互換性は薄く、他作品のルールやデータを取り込むときはGMが入念な調整を行うよう警告されている。

### キャラクターの作成方法
プレイヤーキャラクターの作成は、キャラクタークラスを3つ選択することで、プレイヤーキャラクターのおおまかなアウトラインが決定される。これはSRSの標準のキャラクター作成ルールである。クラスの一覧については#キャラクタークラスを参照。
キャラクターのレベルは、選んだクラスのレベルの合計となるため、初期作成では3レベルとなる。
また、クラス毎に特技が存在し、キャラクターは8点の特技ポイントを割り振って、自分のクラスの特技リストから任意に特技を習得する。特技には特技レベルが存在し、同じ名前の特技を重複して習得することでその特技の特技レベルが1点ずつ上昇する。また、原則的には特技の習得にクラスのレベルによる制限は存在しない

### 行為判定
行為判定は上方判定に属する。判定に使用されるのは六面体ダイス二つ（以後2d6と表記）である。
「2d6+能力値」で得た数値が行為判定の目標値以上ならば判定は成功となる。なお、2d6で出た出目が12ならばクリティカルが発生し、最終的な達成値に関わらず行為判定は自動成功する。
逆に出目が2ならばファンブルが発生し自動失敗の効果となる。これはSRSの標準のルールである。

### シナリオの進行
シナリオの進行にはシーン制が採用されている。
また、1回のセッションはオープニング、ミドル、クライマックス、エンディングの4つのフェイズに分けられ、1回のセッションで1本のシナリオを確実に消化することを目指す仕組みになっている。

#### 歪み表
シナリオ中、GMは任意のタイミングで呪いの言葉である「歪んだ御標」をゲーム世界に投下することができる（御標については#世界設定の項目に詳述）。「歪んだ御標」は物語られるたびにと世界の理を傷つける。その表現として、GMは歪んだ御標を1回物語るごとに「歪み表」を2d6でロールオアチョイスする必要がある。
歪み表は語られるべき物語（ゲームシナリオ）が、この世界の神（ゲームマスター）の制御を離れて乱れていくことをあらわした表であり、表の結果を適用することで、登場人物の性別が転換したり、世界から色が消え去ったりと、一切の理屈抜きに物語が混沌とした形に書き換わる。
ただし、歪み表は振られた直後にPCがその歪みを引き受けると宣言することで結果をキャンセルできる。その代償として歪みを引き受けたPCの「剥離値」が1点上昇する。

### 剥離値
このゲームでもっとも特徴的なポイント。キャラクターが世界の理からどれだけ乖離しつつあるかを表す。ゲーム開始時の剥離値はキャラクターが選んだクラスの組み合わせによって異なり0点から7点の間を取る。剥離値はゲーム中に様々な要因で上昇していく。ゲーム終了時に剥離値を減少させる判定を行うことができるが、それでも剥離値が10以上であった場合、そのキャラクターは世界への愛着を失い、異形になりはてる。そうなったキャラクターは以後はNPCとなりプレイヤーの手を離れることとなる。
剥離値が上昇する要因として最も代表的なものは、「歪み表」のキャンセル（上述）と「逸脱能力」の使用である。逸脱能力とはこのゲームにおける一種の「必殺技」であり、通常の特技よりも強力な効果を持つヒーローポイントである。逸脱能力は何種類もあり、キャラクター作成時に用意されたリストから任意に2種類を選択できる（クラスなどの制限はない）。ただし、基本剥離値が6以上の場合は3種類目も選択できる。逸脱能力は使用回数に制限はないが、使うたびに指定されただけの剥離値が上昇する。
剥離値が6点以上になった後、剥離値が一度に2点以上上昇した場合、そのたびに「兆候表」と呼ばれる表を2d6でロールする必要がある。この表はPCの剥離がすすみ異形に近づいていく様子を描いた表であり、PCは心身が変化していくショックによって様々なペナルティを受けることになる。場合によっては二度と癒えることのない傷を受けることさえある危険な表である。
ゲームのシナリオがクライマックスになったときのみ、PCたちは剥離値が上昇するタイミングで、歪みを世界に押し付けることで剥離値を上昇させないようにするという緊急避難を好きなだけ行うことができる。ただし、この選択をするたびに「世界歪曲表」と呼ばれる表を2d6でロールする必要がある。世界歪曲表はそのシーンに起こる変異を表すものであり、この結果によりPCが突然強化されることもあれば、逆に問答無用でダメージを受けることもある。ストーリーそのものを混沌な状況に落とし込む「歪み表」と違い、「世界歪曲表」は戦闘シーンに限定して混沌を起こす表である。世界歪曲表の結果を気に入らなかった場合、10点の剥離値を上昇させることで振りなおしができる。ただしこれはシナリオ中に一人1回しか行えず、このときの剥離値上昇のみは世界に押し付けることはできない。

### 戦闘ルール
「エンゲージ」の概念が実装されているため、位置関係はある程度簡便に表現されるものの、武器の射程や移動距離、位置取りなどを配慮した戦術が必要となる。
ヒットポイントが0になった場合は戦闘不能になる。行動が不能になるだけで即死はしない。戦闘不能状態はシーン終了時に回復するが、この状況の時に誰かが殺意を持って「止めを刺す」を宣言して1行動を消費すれば、そのキャラクターは死亡する。なお、『アルシャード』における「ブレイク」や『天下繚乱RPG』における「覚悟状態」のような、即死のリスクを負うことで戦闘不能を解除するようなルールは存在しない。

## 世界設定

### 左の地
ゲームの舞台となるのは「左の地」と呼ばれる架空のファンタジー世界である。左の地は童話的メルヘンをモチーフにデザインされており、一言で言えば「西欧の童話や御伽噺の舞台になりそうな風景」が広がる世界である。泉の精から金の斧をもらえるような正直な村男が住まう牧歌的な田園があり、ドラゴンに攫われた姫を助けに行く眉目秀麗な王子が住まう白亜の城が立ち並び、茨に囲われた深い森の奥には人食いの魔女が住む、そんな世界である。
この世界は風景に童話的メルヘンな印象があるというだけでなく、「われわれ現代人が童話っぽいと認識するような出来事」が強制的に発生するように"世界の理"が定めている世界である。そのため、何者かによって描かれた童話の絵本の中に入り込んでいるようなメタフィクションの感覚をプレイヤーにもたらす部分もある。

### 地誌
この世界は水の代わりに虚無が流れている大河「柔らかな水」によって東西に分かたれており、東を「右の地」、西を「左の地」と呼ぶ。右の地はこの世界をつくった女性神が住むとされるが、そこにたどりつけたのは伝説や神話に語られる英雄だけとされており、右の地がどのような場所なのかは誰も正確なことはわからない。なお、なぜ東西を左右と呼んでいるのかについても誰も知らない謎のひとつとなっている。
左の地は柔らかな水の近くになるほど虚無の影響で荒廃しており、そこから離れて西に行くほど人間の文化圏が発展している。ただしある一定以上西には、果てのない「常闇森」が広がっており、そこは妖精や妖怪とも呼ばれる「其達（それら）」の世界である。また、左の地の南方は100年以上にわたり戦乱が続く紛争地域になっている。
左の地の地理で特筆すべきことは海の存在である。この世界で海と呼ばれるものは「山より巨大な直方体の水槽」のことである。これが自然物か人工物かは判明していないが、この水槽の中には海水が満たされており海洋生物が住まう。この水槽以外の「巨大な水溜り」はこの世界では全て淡水湖である。塩は南方の「塩の平原」を除けば海の周辺にとびちった波しぶきから生まれた岩塩や、水槽の壁面にくっついた荒塩しかとれないためとても貴重である。ただし海の周辺には「海守り」と呼ばれる種族がすんでおり、海の資源の乱獲を防ぐという名目で利権を独占している。海守りは海洋生物を人体に寄生させる特殊な文化をもっており、その外見ゆえに異形と同一視するものもいる。

### 四季
左の地は四季がある世界である。ただし、季節は徐々に変化するのではなく、「狭間の日」と呼ばれる一日を境に突然四季が変化する。それまで雪に覆われていた街が、突然春の花に囲まれるようなことが常識として起こる世界なのである。季節の変わり目である「狭間の日」は四季の間、つまりは一年に4回ある。狭間の日は起こるはずのないことが起こる日でもあり、童話的メルヘンの神秘に定められたこの世界でももっとも幻想的な、もしくは悪夢的な一日となる。

### 文化
左の地でもっとも有力な種族は人間である。人間たちは数多くの国や街を作りそこで暮らしている。この世界の「国」は都市国家的なものであり、広大な領地を持つ帝国のような勢力は存在しない。四大国と呼ばれる世界的な有力国家はあるものの、直接的な支配領域は他の国と同様、ひとつの中心的大都市とその周辺のみである。
「国」の多くは「図書の国」「塩の国」「木漏れ日の国」など、「●●の国」という名前で呼ばれ、固有名詞を持たないのが一般的である。また、国によってまったく異なる文化や風習を持つことが多々ある。それは他の国の人間には理解しがたい奇妙なものであることも多い。例えば「歓待の国」は旅人にはどんな相手であっても最上の笑顔で派手な歓待を無償で行う。このことは国民にとっては「ルール」であり、法などよりも強制力を持つ。国ごとに個性的で強制力のある文化が存在するのは後述する「御標」に従って国が作られるためである。
文明レベルは基本的には中世～近世のヨーロッパをモチーフとする。人間たちの職業の大半は農業関係である。ただし、国によっては技術レベルが高いところもあり、「職工の国」ではすでに蒸気機関が実用化されており、最近では電気の実用化まで研究されている。他の国でも蒸気機関レベルの技術力を持つことがあるが、そこまで技術レベルが高いところは少数派である。歴史が失われた200年前の「暗黒期」以前にはかなり優れた科学技術を持つ古代文明が存在していたようで、そこから発掘されたロストテクノロジーの産物を所有する国もある。ただし、これらは技術としては解析できていないことがほとんどなためにそのテクノロジーを利用した機械を再生産できることはほとんどない。また、現実世界には存在しない独自の機械技術体系として「からくり」と呼ばれる自律人形を作り出す技術が存在している。
なお、ファンタジー世界のご多分にもれず、魔術が技術として確立している。魔術は神の恩寵とされているため、基本的には肯定的に受け入れられている。ただし、異形の力や紡ぎ手の力は禁忌の技とされ、普通の魔術とは別ものとして恐れられている。

### 種族
人間以外には以下のような種族がいる。この中には生物学的には人間と同様なものたちもいるが、左の地の文化的に人間とは異なるとみなされやすい民族たちもここでは異種族として扱う。
其達（それら）
人間たちと関わり合いながら過ごす、動植物ともまた異なる不思議な力を持つモノたちの総称。要するに「神によって作り出された、人間と異なるルーツを持つ種族」の総称と考えれば良い。そのため、其達と呼ばれるものたちはさらに細かい種族にわけられる。
中には、その個体以外に同族といえる種族が存在しないような其達もいて、其達がいったいどれだけの数に分類できるのかは誰にもわかっていない。これはユーザーが自由に其達の種族を設定してよいということでもある。
からくり
人間の手によって作られた人工的な命と自我を与えられた存在の総称。からくりの定義は「自分はからくりである」と認識できたからくりのこと、とされている。左の地は我々の世界よりも平均的な科学技術レベルは低いものの、魔術が存在することもあってか、人工生命を作る技術だけは独自の発展を遂げている。
機械仕掛けであることが多いようだが、木の人形でも死体から作った肉人形でも、命と自我が与えられれば「からくり」と呼ばれる。
からくりはほとんどの国では「便利な道具」という認識である。からくりに人権を認める国もあるが、あくまでそれは奇矯な文化とみなされている。
海守り
「海」の周辺に住む民族。見た目は人間に似ているが、海洋生物を身体に吸着させて共生するという奇妙な生態を持つ種族である。その名前のとおり海の守護者であり、海洋資源を乱獲しようとするものを許さない。海守りがいなくなった海は濁って滅ぶとされている。
人類の先祖である「七つの古族」のひとつ、フィーネ族の末裔。つまりは広義では人間であるのだが、今となっては他の人間たちと文化が違いすぎるため、異種族として扱われがちである。
渡り
不定形の泥のような身体と昆虫のような瞳を持つ謎の種族。「柔らかな水」にかかる「柔らか橋」にのみ生息するが、人里に下りてくるものもいる。不定形の身体は任意に外見を変化できるため、人里にまぎれた渡りは人の姿をとれる。
そのような渡りの多くは美しい姿をしているため、人買いに浚われることもある。
また、人間の心を読むとも言われている。
不死者
その才覚ゆえに神から永遠の命を与えられた選ばれた存在。左の地では不死者になった人間たちは人を超えた聖人として扱われ、絶大な権威を持つ。努力して自身の才能を磨けば不死者に選ばれるとも信じられており、不死者になることは多くの人間たちが目指す目標でもある。

### 御標
御標（みしるべ）とはこの世界を創造した神が世界に住まうものに与える「導き」と信じられている預言詩であり、運命と同一のものとされる。『モノトーンミュージアムRPG』におけるもっとも重要な設定である。
御標は詩のような「言葉」として人々の前に予告なく現れる。それは天からの声として現れることもあれば、路地の童子が何かに憑かれたように御標の言葉を語りだすこともある。自動書記のように無意識に御標の文を綴りだすこともあれば、城壁に落書きのように御標の文がいきなりに現れることもある。御標はそれを直接認識した者に対して「これは御標である」と絶対的な理解を与える。しかし、御標が下された後に、その内容をただ言葉や文にしても絶対理解の力は二度と与えられない。御標の内容を人づてに聞いたとしてそれが本当に御標なのかどうかは誰にもわからないのである。ただし、「語り部」と呼ばれる能力を持つものだけは、誰かから聞いた御標の内容を「これは御標である」という絶対的な理解を付与して他人に伝える力をもつ。
御標を直接に認識してしまった者は、その御標に従うことがこの世界の住人において常識となっている。御標は特定個人に与えられることもあれば、集団へ同時に与えられることもある。御標が集団に与えられた場合は、その御標を守るためのコミュニティを形成することとなり、すなわちそれが「国」の元となることもある。御標が王だけに与えられて、何も知らない国民に御標に沿った生活を強制するようなケースもある。
ある御標の例をあげればこのようになる。
| 「                                     | そして、お姫様が怪物に飲み込まれたとき 青い眼の青年が立ち上がったのです 青年はお姫様を助け出し ふたりはいつまでも幸せに暮らしました めでたし、めでたし | 」 |
| —『モノトーンミュージアムRPG』P182より | |    |

この御標がもしも「青い眼の青年」に与えられた場合、彼はこの御標を成立させるためにお姫様を助ける冒険に出ることが求められる。御標は世界の理に従って語られるため、御標が語っていることに従えば、御標が語っている通りの出来事が発生する。ただし、人々が自由意志を持って行動することだけは御標は強制することはできない。逆に言えば、自由意志の行動を防ぐために御標は「物語の主要なキャスト」（この例で言えば主人公役である「青い眼の青年」）に脚本を先に提示していると捉えることもできる。もしもお姫様でも怪物でも青い眼の青年でもない、物語の無関係者に御標が与えられた場合でも、その人物は御標を成立させるために努力しなくてはならない。自分が「青い眼の青年」でないならば、この青年を探し出す努力が求められる。自分に御標が与えられたならばそこには神の深遠な意図が隠されているはずと考えるのがこの世界の一般的な住人の姿である。
左の地の住人がなぜ御標を守るのかというと、それには主に二つの理由が存在する。
まず一つは、御標に従えば、必ず人にその御標に語られる幸福な結末を約束するからである。御標の多くは「めでたし、めでたし」という結句で終わる。これは御標が歪められない限りは必ず幸福な結末を持つという証明である。上述の御標が達成されれば、「ふたりはいつまでも幸せに暮らす」というハッピーエンドは物理法則のように必然として発生する。お姫様が青年と暮らすようになる理由はいろいろなことが考えられるが、一緒に暮らすという結末は固定化される。そのために、人々は幸福を求めて御標を達成することを求める。
二つ目は、御標に逆らった行動を取ると異形の呪いがふりかかるからである。御標は人に幸福を約束する代わりに、それに背を向けるものには容赦をしない。なお、御標に背を向けるというのは意思と行動が伴った問題である。もしも青年が御標をなぞったものの、力不足でお姫様を助けることに失敗しただけならば、御標が達成されなかったためハッピーエンドが得られなかっただけですむ。しかし、青年がお姫様を助けようという行動そのものをとらなかったり、御標で語られる過程を意図的に無視した場合は、「御標に背いた」とみなされる。また、もしもこの御標が青年だけでなくお姫様にも与えられてしまえば、お姫様は「怪物に飲み込まれる」義務が発生する。怪物がお姫様を飲み込むことに失敗したとかならば御標の未達成に過ぎないが、お姫様が自発的に怪物から逃げようとした場合は御標に逆らったこととなり異形化の呪いを受ける。そこには容赦も温情もなく、ただ御標に従ったか逆らったかだけが問われる。
御標はこの世界ではあらゆる倫理や道徳を超えた絶対の指標である。御標で語られたことは一切の理屈や感情抜きに守るものというのがこの世界の住人の基本的な考え方である。それはあたかも、物語の登場人物が作者に逆らわないのと同じようなものととることもできる。人々は御標がいつか自分に下ることを渇望してこの世界で生きている。

### 異形
異形（いぎょう）とは世界の理を逸脱した者たちの成れの果ての姿である。左の地におけるもっとも代表的な世界の理は御標のことであり、すなわち異形とは御標に背いた者たちに訪れる結末でもある。
異形化は段階的に行われる。はじめは身体のごく一部分に傷が出来たりするだけなのであるが、その兆候は段々と広がっていき、最終的には獣のような角や爪が生えることも珍しくない。異形化の様相はその個体によって様々ではあるが、異形化した部位から色彩が失われることは全てにおいて共通する。本作では白と黒のモノトーンを異形化の象徴として扱っている。また、影がなくなることもよくあり、「影ナシ」は異形の別称でもある。
異形化が進行していくと今度は心が壊れていく。人間性が失われ、自らの欲望を叶えるためならばなんでもできるエゴの塊となる。こうなった異形のことを伽藍（がらん）と呼ぶ。
異形になったものはある冒涜的な力を使えるようになる。それは「歪んだ御標」を生み出すというものである。歪んだ御標とは、神によって与えられるはずの「正しい御標」を自分の欲望のままに内容を改変させたものである。場合によっては歪んだ御標そのものをゼロから新たに作り出すこともある。
「王子様が怪物からお姫様を助け出して、お姫様と結ばれる」という正しい御標があるとして、それを異形が歪ませた場合、例えば以下のようになる。
| 「                                     | 王子様はお姫様を怪物から助け出そうとするが、 無惨な怪物に食い殺されてしまう。 なぜなら怪物はお姫様その人だったからである。 そしてその国は、怪物の支配に永遠に苦しめられることになるのでした。 めでたし、めでたし | 」 |
| —『モノトーンミュージアムRPG』P187より | |    |

歪んだ御標がもっとも恐ろしいのは、歪んだ御標が与えられたものがそれに逆らった場合でも、異形化の呪いがふりかかることである。王子やお姫様は絶望のままに歪んだ御標に従うか、運命を憎悪して異形と成り果てるかの二択が迫られる。この究極の選択においては歪んだ御標でも受け入れる者の方が多い。これは、その御標が本当に歪んでいるかどうかは「紡ぎ手」でない限りは分からないからである。あきらかに残酷な内容の御標でもそこには神の意図が隠されているかも知れない。後になって投下される「本当のハッピーエンドをもたらす続編の御標」を成立させるための伏線かも知れない。それが「正しい御標」である可能性がほんの少しでもある限りは、人々はそれに背くことはできないのである。それゆえに歪んだ御標を放つ異形は恐れられるのである。
異形が歪んだ御標を下すことができるのは、世界の理を歪曲させているからだとされる。「世界の理（せかいのことわり）」とは左の地で起こりうる物理法則や因果律を包括した言葉であり、御標もまた世界の理に従い発生している。世界の理が歪められれば、起こるはずのことが起こらなくなり、起こってはならないことが起こる。水は下から上に流れ、男は女に、老人は子供に変貌する。従って、歪んだ御標では「物理法則的にありえないこと」さえ記述でき、ハッピーエンドで終わるように記された運命は、バッドエンドに書き換わるのである。そして恐ろしいことに、この歪みに巻き込まれた者もまた、歪みによって異形化してしまうかも知れないのである。
こうして発生する歪みは連鎖的に拡大する。歪んだ御標が発生すると、その御標の内容と関係なく、世界は傷ついていく。ゲーム中につかわれる「歪み表」は世界が壊れていく様子を描いたものである。歪んだ御標による世界への副作用でも一番厄介なのは「ほつれ」と呼ばれる空間の亀裂の発生である。ほつれは世界につけられた傷であり、その傷穴からは虚無が流れ出す。そしてほつれが広がるとその地とそこに住まう全ての存在が虚無に飲まれて誰からも知覚できなくなる。
このようなことをなせる異形はこの世界では排除されるべき存在として、蔑まれ、恐れられている。異形全てが世界を歪ませようとしているわけではないが、伽藍はそうではない。そして、異形化が進行すれば伽藍になり、一度異形化が始まればそれを抑える技術は確立されていないため、異形の兆候が出た者が発見されれば手遅れにならないうちにソレを「排除」するのが世界の常識である。異形の中には歪みに巻き込まれて異形化した純粋な被害者もいるが、彼らもまた迫害される。国から追放されるなどは温情な処遇であり、火あぶりにされることも珍しくはない。
なお、異形が殺された場合、その異形がもたらした歪んだ御標やほつれは無効化されることが多々ある。それによって全てが取り戻せるとも限らないが（例えば、死んでしまった者が生き返ることはほとんどない）、これは歪んだ御標におびえて生きる者たちの希望でもある。

### 紡ぎ手
正しい御標、もしくは歪んだ御標に背いた経験がありながら、異形化の進行を抑え込むことができた者たちが少数ではあるが存在する。彼らのことを左の地では「紡ぎ手（つむぎて）」と呼ぶ。『モノトーンミュージアムRPG』のPCたちは全て紡ぎ手となった者たちである。
紡ぎ手になるとあらゆる御標に縛られなくなる。正しい御標でも歪んだ御標でも、それに逆らって異形化するようなことは決してない。彼らは完全に自身の自由意志で自分の人生を全うできる。どのようにして紡ぎ手が生まれるかのメカニズムははっきりしていないが、すべての紡ぎ手に共通することは、たとえ御標を前にしても間違っているものは間違っていると言える心の強さと、己の良心のために本当の幸せを探そうとする信念を持つということだけである。
紡ぎ手となったものは「世界の理」を自身の意思で認識し、そこから任意に逸脱する力を持つ。これはルール的には「逸脱能力」として再現されている。起こるはずのないことを起こすことができるその力は、異形が持つ力と根源は同じであり、使いすぎると紡ぎ手は異形と化す。そのため、多くの紡ぎ手はこの力をとても慎重に扱う。なお、理論上は紡ぎ手も歪んだ御標を放つことができるが、意識的にそのようなことを行った紡ぎ手は伽藍と同質であり、「完全に異形になりきっていない紡ぎ手」をPCとして扱う本作では、PCである限りは
歪んだ御標を放つことはできない。
すべての紡ぎ手は異形によって発生した歪みに対抗する力を持つ。それは世界の歪みを自らが引き受けるというものである。それは紡ぎ手を異形化させる危険性を孕むのであるが、紡ぎ手たちはこの力で世界の歪みを正すべきだと信じているものも多い。
紡ぎ手たちの互助組織である裁縫師組合では「世界の理」を糸のようなものとして説明しており、その糸を操れるという意味から「紡ぎ手」という名前が生まれた。しかし、このネーミングは「"あるべき物語"を紡ぎ出す人々」というダブルミーニングでもある。
世界が紡ぎ手たちをどう見ているかは様々である。異形から世界を守る救世主と考えるものもいれば、異形と同じ呪われた存在とみなすものもいる。前者の代表が四大国のひとつ「職工の国」であり、後者の代表が四大国のひとつ「聖都」である。聖都は御標を神の恩寵としてあがめる聖教会の本拠地なのであるが、その聖都の中にも紡ぎ手たちに比較的寛容な派閥と徹底弾圧を主張する派閥がある。寛容な派閥は紡ぎ手に対しては拿捕した後に北部へ流刑する立場をとるが（北部には紡ぎ手を保護する職工の国があるため、北部から出ようとしない限りは身の安全は保障される）、弾圧する派閥は紡ぎ手を発見次第、問答無用にその場で処刑する立場を取る。聖教会の影響力は左の地の人間勢力の中では絶大なため、紡ぎ手は世界の中では「あまり関わり合いになりたくない者たち」として扱われるのが平均的と言えよう。

### 歴史
この世界の歴史は「暗黒期」によって断絶しており、200年以上前のことははっきりしないことも多い。ただ、暗黒期以前には「七つの古族」と呼ばれる失われた古代民族が存在していたことだけは確かである。現行人類は神が七つの古族を混ぜて作り出したものと信じられており、特殊な才能を発揮させる人物は古族の血を強く継いでいるなどともわれることもある。古族の中には現在よりもはるかに高度な技術を持っていた民族もあり、彼らが作った街の遺跡は、現在の人類は「次の遺跡」と呼ぶ。これは現行の人類には解析が不可能で、これを知ることができるのは人類ではなく次代の何かなのであろうという自虐的な意味がこめられたネーミングである。
伝説や神話によれば、古族たちは神によって作られ、幸福な御標により繁栄を極めたとされる。しかし、御標による幸福な結末が飽和した結果、人はじょじょに緩慢になったとも言われている。聖教会では幸福に感謝しなくなった古族は神の怒りを買って滅んだとしており、その戒めとして、歴史上から名前が失われた古族の七つの都を、七つの大罪になぞらえた愚称で呼んでいる。
後に「黒眼の白夜」と呼ばれるようになる200年前のある日、七つの古都のひとつである「高慢の古都」に世界に最初の異形クオリアが現れる。外見の醜悪さから人々から差別されたクオリアは、とてつもなく強力な歪んだ御標を紡ぎ、高慢の古都を一夜にして滅亡させ、住人は一人のこらず異形に成り果てた。そして異形たちは他の古都にちらばり、歪んだ御標を次々と紡ぎ出し、世界は救いようもなく歪んでいった。この時代のことを「暗黒期」と呼ぶ。世界に異形と伽藍があふれ、幸福がなく不幸だけが訪れた暗黒期は100年も続き、七つの古都はひとつ残らず壊滅し、古族の文明と歴史は失われた。暗黒期以前から生き残った不死者さえも暗黒期以前について思い出せないこと（古都の正式名称など）もあるため、古族の歴史が失われたことについては世界の理への干渉があったとも考えられる。
暗黒期が100年続いた後、三賢者と呼ばれるものたちが神に救いをもとめにいくために「右の地」へと旅立った。三賢者のその後については語られていないが、それから10年ほど経った後に「夕凪の彼女」と名乗る女性が現れる。後になって分かることだが彼女は三賢者の一人エッシャーであった。夕凪の彼女は歴史上に初めて記された「紡ぎ手」であり、異形たちの歪んだ御標が「世界の理」を操作していることを初めて解明した人物でもある。彼女は自らと同じ「紡ぎ手」の才能を持つものたちを集めて「裁縫師組合」を組織し、世界の歪みを正す紡ぎ手の力を体系化させた。協会の紡ぎ手たちは異形たちを次々と駆逐した。人々は紡ぎ手を英雄と称え、積極的な協力を行ったため瞬く間に世界は正常な姿をとりもどしていった。
暗黒期が終わりを告げた数年後、夕凪の彼女の様子がじょじょにおかしくなっていった。彼女は「美しい世界をみたい」と常につぶやくようになり、人前に出ることもなくなり、あきらかに情緒が不安定になっていった。最終的に彼女はいくらかの仲間の紡ぎ手とともに聖都の不死者たちを抹殺するというテロリズムを起こす。これを「絹裂きの夜」と呼ぶ。彼女の凶行の動機は今でも不明であるが、夕凪の彼女はその時点ですでに伽藍に成り果てていたことだけは誰の目にもあきらかであった。この事件をきっかけに、紡ぎ手と異形は紙一重の存在であるという認識が世界に広がり、紡ぎ手の立場は非常に危ういものとなった。
そして今から13年前、消息不明になっていた夕凪の彼女が再び現れた。そして、彼女は謎かけのような歪んだ御標をひとつ紡ぐ。それは紡ぎ手によって人類が滅亡し、その後に美しい新世界が訪れるといった内容のものであった。その直後、世界のあちこちに大量の異形が発生した。そして、この「黒点の日」を境に、暗黒期をしのぐほどの頻度で歪んだ御標が世界にあふれるようになった。いまや人々は、自分の身に歪んだ御標を下らないか恐怖しながら日々を過ごしている。紡ぎ手たちも世界を救うために活動しているが、暗黒期を終わらせたときと違い、今や紡ぎ手たちも人々から石もて追われる異端者である。それに絶望した紡ぎ手たちの中には、邪悪な道に走る者もいる。

### 組織・勢力
聖教会
世界を作り出した女性神を崇める宗教集団。正しい御標への絶対服従を人々に語り、それから外れることを大罪とみなす。
現在の統率者である大僧正ザラストロは紡ぎ手に穏健な不死者であるが、近年は教会内部で紡ぎ手弾圧を主張する過激派との政治的対立が勃発している。
本拠地である「聖都」は左の地の四大国家の一つ。神を崇める聖教会の本拠地がある都市国家で、白亜の聖堂が立ち並び、神に選ばれた不死者たちが特権階級として住まう豪奢な国。「不死者になったものが享楽の限りを尽くせる天国」を地上に表出させたという側面は、下層社会への搾取が大きいことも示し、貧乏人には住みにくい街でもある。しかし、この町に住むものたちはどれだけ貧困にあえいでいても「自分たちは神のおひざもとにいるので、他の田舎者より優れている」というプライドに支えられている。
御神槌衆（みかづちしゅう）
聖教会の異端審問局。全ての異形と紡ぎ手を根絶するという御標を受けた僧侶ロヴェール・ホプキンスが局長に就いて以来、過激化し、教会の敵を秘密裏に抹殺する暗殺集団と化している。
神羅手衆（かんらでしゅう）
紡ぎ手弾圧の方向にすすんでいく聖教会の中で、穏健派である大僧正ザラストロが作り出した秘密結社。紡ぎ手たちの力をつかって歪んだ御標を正すことを目的としている。なお、神羅手とは紡ぎ手のことを示す隠語であり、「紡ぎ手が世界の歪みを引き受けられるのは、神の代行者として歪みを正すように選ばれたからだ」という意味がある。裁縫師組合とは同盟関係。本来は同じ信仰の同志であるはずの御神槌衆とは人知れず血で血を洗う争いを繰り返している。
職工の国
炭鉱が立ち並ぶ北方の山腹に作られた都市国家。四大国の一つ。様々な機械技術を生み出した国家であり、現在の職工の国は蒸気文明の恩恵を受けているスチームパンク風味な街であり、その負の側面として煤煙による大気汚染に悩まされている。近年では電気技術の実用化研究が進みつつある。
現在の統治者であるコッペリウス七世は徹底した合理主義者であり、あらゆるタブーを恐れずに技術進歩を目指している。その常識にとらわれない考え方は政治方針にも影響しており。紡ぎ手に対しても好意的な立場を取る。一方、人体をからくり化する技術まで肯定することに生命倫理的な反発を唱える技術者たちもいて国内に対立の種が芽生えつつある。
商いの国
面積と人口において世界最大を誇る都市国家。四大国の一つ。その巨大な都市は時刻になぞらえて24の区画に分かれていて、それらは「朝の区」「昼の区」「夜の区」のいずれかの派閥に属する。
「朝の区」では日用品に交易が営われ、「昼の区」では贅沢品の交易が営われる。そして「夜の区」ではあらゆる反社会的なものの取引が営われている。
裁縫師組合
「昼の区」に本部を持つ紡ぎ手たちの互助組織。「夕凪の彼女」が設立した組織だが、彼女が伽藍になってからは袂を分かっている。しかし、世間の目は厳しいため、現在では表社会には出てこない秘密結社的な存在になっている。
様々な街に呉服屋や縫製関係の店に偽装した支部を持ち、世界の歪みを正すべく紡ぎ手たちを派遣している。
赤銅の鈴（しゃくどうのすず）
「夜の区」に本部を持つ犯罪者たちの互助組織。商いの国の現大統領は実際には赤銅の鈴の傀儡であることは公然の秘密である。
決して善の組織ではないが、赤銅の鈴が犯罪者たちをまとめあげることで世界の安定を図る必要悪のようになっているところは否めない。このような性質は現在の統括者であるプラトーは筋を通す人物であるところにも起因する。
プラトーの理念により異形に対しては敵対的。一方、紡ぎ手に対しては組織に害をなさない限りは好意的である。
塩の国
南方の「塩の平原」を支配する海守りたちの都市国家。四大国の一つ。左の地において重要な資源である「塩」の利権を独占している、かつては塩の交易で絶大な財を得ていたが、暗黒期の混乱の際に鎖国政策を取り、助けを求める近隣の人間国家を切り捨てた。この結果、南方は暗黒期から立ち直ることができず、100年以上に渡る紛争状況が続くことになる。
現在では塩の利権を独占しつつも交易を限定させて資源を国外へ流出させないという孤立主義をとっていて、この行為は南方の人間国家に貧困を拡大させる要因となっている。それゆえ、南方の人間の多くは海守りに憎悪を抱いている。しかし、塩の国自体も交易制限のために塩以外の生活必需品が輸入できなくなり、国力を疲弊させつつある。
塩の国の軍事力は絶大でこの国を征服できた人間国家はいまだないが、7年前より激昂の国を中心とした南部統一軍が継続的に塩の国への侵攻を続けており、塩の平原の国境近辺では交戦が絶えない。それを受けて塩の国の国王ワダツミノミコトに「侵略者を倒し、塩の国を守れ」という御標が下ったため、もはや人間国家との和平樹立は不可能に近い状況である。
海戦守護群
塩の国の海神であるリュウグウノツカイの使徒である巨大な深海生物によって構成された軍団。リュウグウノツカイと契約した海守りによって召喚され、人間たちの兵力をなぎ払う。数10ｍを超える大王イカを筆頭に、大砲ウオや城砦クジラなどが放つ超常的な暴力の前には最先端のからくり技術や魔術さえも歯が立たない。ただし、海戦守護群は塩の国最奥にある「深海」から一定以上離れた場所では召喚できなくなるため、この軍団は防衛のためにしか使われない。
激昂の国
暗黒期の混乱から脱却できずに紛争を続けている南方において最大勢力を誇る国家。わずか七年前に成立した新しい国だが、南方の完全統一を目的に征服戦争を続けており破竹の勢いでその勢力圏を広げている。海守りを異形の一種とみなしているため、塩の国とは特に険悪な関係である。また、紡ぎ手も異形の一種と見なしている。
南部統一軍
激昂の国を中心とした人間たちの連合軍。激昂の国の猛将ボナパルト・E・アディラートに、南方に人間たちが平和に暮らせる国を樹立せよという御標が下ったことをきっかけに設立された。これは、新興国家に過ぎなかった激昂の国が戦線を拡大させた直接の背景でもある。無理な征服戦争のしわ寄せは激昂の国自体にもきているが、軍の狂った行動指針の背景に御標があるため、表立って不満を口にする国民は少ない。しかし、国の内外で彼がもたらされた御標が歪んでいるのではないかと疑問を持つ者もおり、そのような者たちは統一軍に抵抗戦線を引いており、南部の紛争は加速しつつある。
統一軍は塩の国を「人間すべての敵」として最大の仮想敵としている。人間同士の国家紛争には疑問を持つ者たちも、海守りを排除して塩の平原を手に入れるという目的においては協力的になることもある。
黄昏の使徒（たそがれのしと）
世界滅亡の御標を放った「夕凪の彼女」に同調した伽藍たちの組織。彼女が約束した「美しい世界」の到来のために、ほつれを広めて世界を破壊することをもくろむ。なお、「夕凪の彼女」はこの組織を率いてるわけではなく、この組織とはまったく無関係に行動している。
明けの彼岸（あけのひがん）
あらゆる御標に支配されない紡ぎ手こそが世界を導くべきだと考える紡ぎ手たちのカルト組織。
人はすべからく紡ぎ手に進化すべきであり、そうでないものは価値がないと説く。それを実践するために、不特定多数の人間たちが御標を「守れない」状況をわざと作り出すというテロ行為を起こしている。この結果、異形が大量発生することになるが、その中から紡ぎ手が一人でも生まれるならば問題ないと考えている。なお、彼らが生み出した大量の異形を制御する技術を有しており、そうして作り出された異形兵たちを戦闘集団として様々な陰謀に投入している。
本拠地は南方の「平穏の国」にあり、御標に支配されて戦争を起こしている激昂の国と塩の国の双方を共倒れさせて滅ぼすべく、様々な陰謀で戦線を意図的に混乱させている。
青の双眼（あおのそうがん）
異形を駆逐することを目的に構成された戦士団。正義の味方、ではあるのだが、あらゆる異形（伽藍に限らない）に対して徹底的な敵視があるため、そこに悲劇が生まれることもしばしば。
紡ぎ手に対しては異形化の兆候がないならば好意的であり、メンバーに紡ぎ手がいることも珍しくはない。
跳馬（はねうま）
「いつでも、どこでも、迅速に」をモットーにする配達屋。左の地全土にネットワークを持っておりいかなる未開の地にも情報や物品を届ける。
危険な職業であるが、世界を旅したいと思っている者にとっては憧れでもある。

## キャラクタークラス
- 戦人（いくさびと） - 己の肉体を持って戦いの技とするクラス。第四の古族エロイカを原点とする。
- 賢者 - 様々な知識に長けた者たちを表すクラス。ただの頭でっかちではなく、蓄えた知識を実践的に使えるもののみが賢者と呼ばれる。第三の古族ディヴォーを原点とする。
- 術者 - 魔法や魔術を使いこなすクラス。第七の古族オーを原点とする。
- 僧侶 - 聖教会に奉仕する聖職者を表すクラス。術者と同様に魔術的な力を行使できる。
- 日陰者（ひかげもの） - 裏社会に関係する者たちを表すクラス。つまりは、この世界の法や倫理において犯罪的とされる関わっている者たちのことである。第二の古族コン・ブリオを原点とする。
- 童子（どうじ） - 幼い子供、もしくは幼い子供のような心をもち続けている人を現すクラス。普通の人間よりも其達と共感できるため、其達の仲間を得たり、其達の力を借りる特技を持つ。第六の古族グロッティコを原点とする。
- 旅人 - 旅から旅の生活が日常となった者たちのこと。紡ぎ手となった者は一箇所にいることができずに旅の生活を送る者も多い。第一の古族アフェッティを原点とする。
- 裁縫師 - 紡ぎ手の力を「理論化された技術」として使いこなす者たち。彼らは紡ぎ手の力を世界の理を「縫う」魔力として認識している。彼らは裁縫針と糸を使って紡ぎ手の力を発揮する。「ほつれ」を糸で閉ざしたり、逆に、世界の理を縫い合わる因果律の糸を抜糸して一時的に「ほつれ」を作り出して現実を改変する。当然であるが、裁縫師は紡ぎ手でないとなることができない。
- 貴人 - 世界の上層階級に属するものたち。御伽噺の定番である「王子様とお姫様」はこのクラスに属する。
- からくり - 神ではなく人の手によって命と自我を与えられたものたちを表すクラス。
- 其達（それら） - 普通の動植物とは異なる不可思議な力を持つモノたちの総称。地域によっては妖精やアヤカシなどとも呼ばれている。
- 異形 - 御標に背いたものたちの成れの果て。あるいは、他の異形の干渉によって異形にされてしまった被害者たち。異形のクラスを得た紡ぎ手は、異形化そのものは止められなかったが、それ以上の進行をすんでのところでとどめている危ういものたちということになる。
- 不死者 - 神の恩寵により永遠の命を与えられた者たちのクラス。世界においては生きた奇跡、御標の申し子として尊敬されている。
- 狩人 - 射撃武器によって獲物を狩る者たちのクラス。職業的な猟師のほか、狙撃兵や異形ハンター（魔狩人）もこのクラスに属する。
- 職工 - なんらかの職人であることを表すクラス。様々なアイテムを購入・製作し、使いこなすことが得意。大工も石工も料理人もこのクラスに属するが、特に「からくり技師」のためのデータが揃っており、からくりをサポートしたり、その逆に倒すことに長けている。
- 従者 - 誰かに仕え、あるいは余人と絆を結ぶことによって力を発揮する者たち。職業的な執事やメイドでなくても、滅私の心を持つものならば誰でもこのクラスを持つに相応しい。
- 海守り - 海棲生物を身体に寄生させることで水中活動能力を得た種族「海守り」であることを表すクラス。第五の古族フィーネの末裔だが、現在は人間と別種族として扱われており、データ的にも別種族となる。

## 製品一覧
- モノトーンミュージアムRPG （基本ルールブック） ISBN 978-4-04-727412-9
- インカルツァンド （リプレイ＆データブック） ISBN 978-4-04-727671-0
- 常闇のシェヘラザード（リプレイ＆データブック）ISBN 978-4-04-728147-9